# Bah Gunung
Bah Gunung is een bestuurslaag in het regentschap Simalungun van de provincie Noord-Sumatra, Indonesië. Bah Gunung telt 2287 inwoners (volkstelling 2010).